# Zeromastax aris
Zeromastax aris is een rechtvleugelig insect uit de familie Eumastacidae. De wetenschappelijke naam van deze soort is voor het eerst geldig gepubliceerd in 2010 door Porras.